# Expulsión de los jesuitas de España de 1767

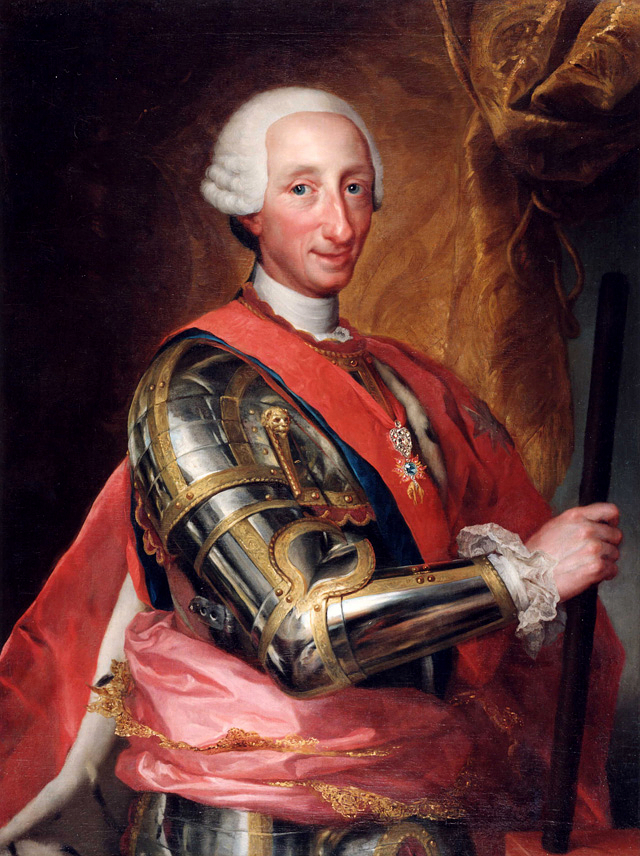
Carlos III hacia 1760

La expulsión de los jesuitas de España de 1767 fue ordenada por el rey Carlos III, siguiendo los ejemplos recientes portugués de 1759 y francés de 1762, bajo la acusación de haber sido los instigadores de los motines populares del año anterior, conocidos con el nombre de Motín de Esquilache. Seis años después el monarca español consiguió que el papa Clemente XIV suprimiera la orden de los jesuitas. No obstante, sería restablecida por Pío VII el 7 de agosto de 1814 y el rey Fernando VII les permitió el regreso a España el 15 de mayo de 1815. Los jesuitas serían expulsados de España tres veces más: en 1820, durante el Trienio Liberal; en 1835, durante la Regencia de María Cristina de Borbón; y en 1932, bajo la Segunda República.

## Antecedentes

### El Antijesuitismo en elsigloXVIII

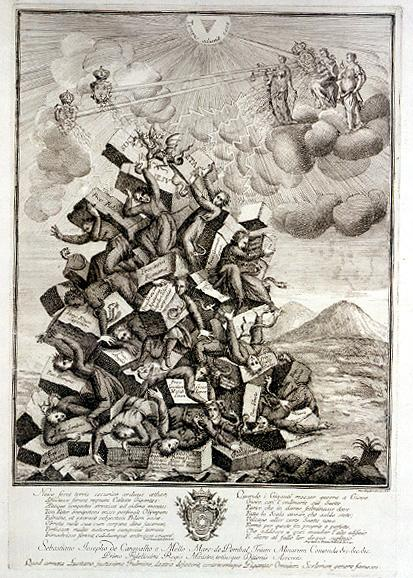
Expulsión de los jesuitas de Portugal en 1759 por el ministro Marqués de Pombal (grabado de la época)

La difusión del jansenismo —doctrina y movimiento de una fuerte carga antijesuítica— y de la Ilustración a lo largo del siglo XVIII dejó desfasados ciertos aspectos del ideario jesuítico, especialmente, según Antonio Domínguez Ortiz, «sus métodos educativos, y en general, su concepto de la autoridad y del Estado. Una monarquía cada vez más laicizada y más absoluta empezó a considerar a los jesuitas no como colaboradores útiles, sino como competidores molestos». Además continuaron los conflictos con las órdenes religiosas tradicionales, como la inclusión en el Índice de Libros Prohibidos de la Historia Pelagiana del cardenal agustino Noris, gracias a la influencia que tenía la Compañía en la Inquisición, o como el rechazo que produjo la publicación de la obra Fray Gerundio de Campazas del Padre Isla, en la que el jesuita satirizaba a los frailes.
La llegada al trono del nuevo rey Carlos III en 1759 supuso un duro golpe para el poder y la influencia de la Compañía, pues el nuevo monarca, a diferencia de sus dos antecesores, no era nada favorable a los jesuitas, influido por su madre la reina Isabel de Farnesio, que «siempre les tuvo animadversión y rechazo» derivado esto de alguna confrontación o abuso de algún jesuita, y por el ambiente anti-jesuítico que predominaba en la corte de Nápoles de donde provenía. Así que Carlos III rompiendo la tradición de los Borbones, nombró como confesor real al fraile descalzo Padre Eleta.

### El «motín de Esquilache» de 1766

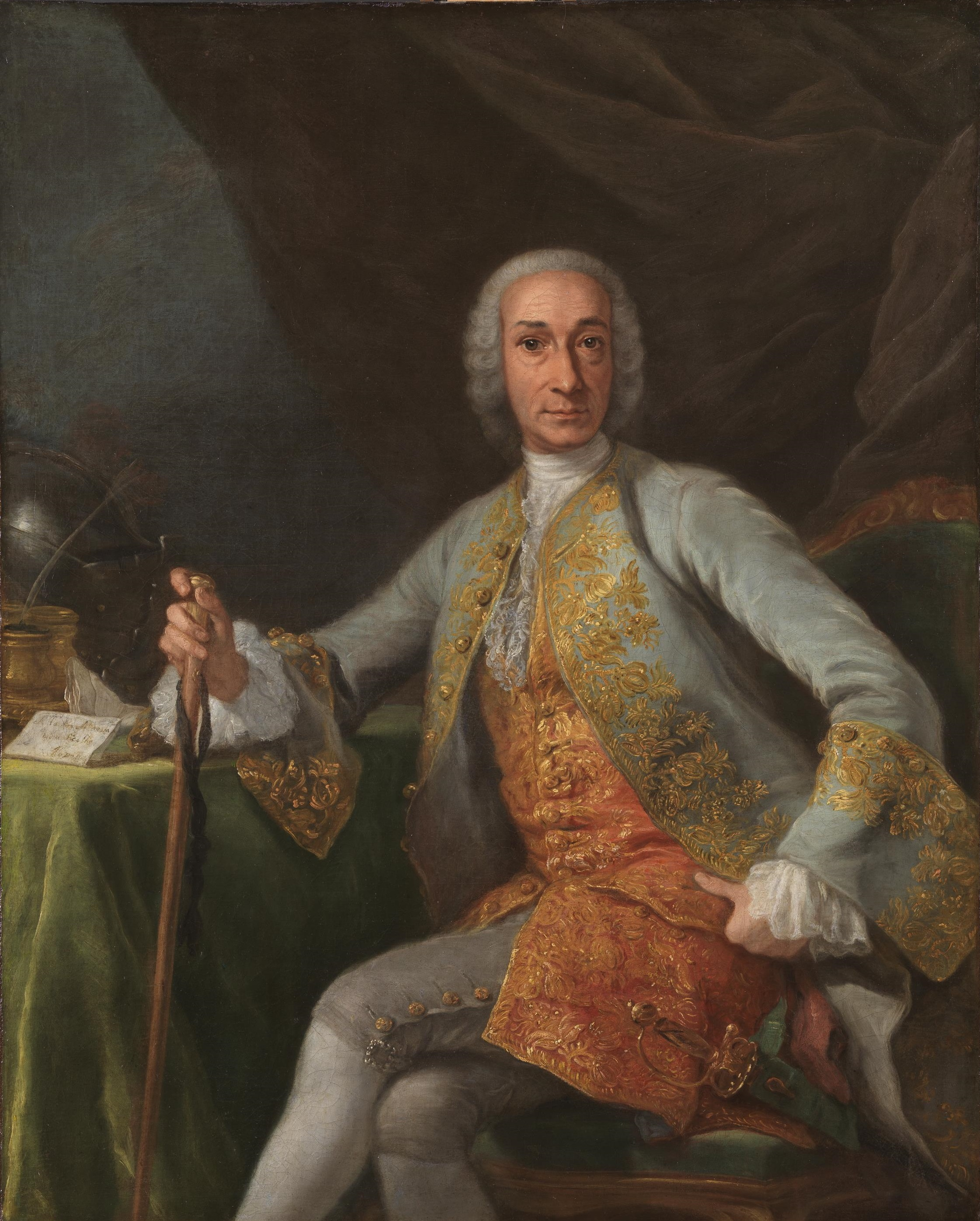
Retrato del Marqués de Esquilache, obra del italiano Giuseppe Bonito (1759).

El llamado motín de Esquilache de 1766 se inició en Madrid y el desencadenante fue un decreto impulsado por el secretario de Hacienda, el «extranjero» marqués de Esquilache, que pretendía reducir la criminalidad y que formaba parte de un conjunto de actuaciones de renovación urbana de la capital —limpieza de calles, alumbrado público nocturno, alcantarillado—. En concreto, la norma objeto de la protesta exigía el abandono de las capas largas y los sombreros de grandes alas, ya que estas prendas ocultaban rostros, armas y productos de contrabando. El trasfondo del motín era una crisis de subsistencias a consecuencia de un alza muy pronunciada del precio del pan, motivada no solo por una serie de malas cosechas sino por la aplicación de un decreto de 1765 que liberalizaba el mercado de grano y eliminaba los precios máximos —los precios tasados—.
Durante el motín la casa de Esquilache fue asaltada —al grito de ¡Viva el rey, muera Esquilache!— y a continuación la multitud se dirigió hacia el Palacio Real donde la Guardia Real tuvo que intervenir para restablecer el orden —hubo muchos heridos y cuarenta muertos—. Finalmente Carlos III apaciguó la revuelta prometiendo la anulación del decreto, la destitución de Esquilache y el abaratamiento del precio del pan. Sin embargo, el motín se extendió a otras ciudades y alcanzó gran virulencia en Zaragoza. En algunos lugares, como Elche o Crevillente, los motines de subsistencias se convirtieron en revueltas antiseñoriales. En Guipúzcoa, la revuelta fue llamada machinada (en vasco, revuelta de campesinos). Todos estos motines fueron muy duramente reprimidos y el orden fue restablecido.

## El proceso que conduce a la expulsión
El fiscal del Consejo de Castilla Pedro Rodríguez de Campomanes, un furibundo antijesuita, fue encargado de abrir una «pesquisa» secreta para averiguar quién o quiénes habían sido los instigadores de los motines. Campomanes enseguida dirigió su atención hacia los jesuitas a partir de la evidencia de la participación de algunos de ellos en la revuelta. Así fue reuniendo material procedente de diversas provincias, obtenido, según Domínguez Ortiz, mediante «la violación del correo, informes de autoridades, delaciones, confidencias de soplones recogidas con gran misterio, en las que se señalaban amistades o concomitancias de amotinados con jesuitas, frases sueltas, hablillas y chismes».
Con la documentación acumulada en la «Pesquisa» —según Domínguez Ortiz, «de tan sospechoso origen y tan escasa fuerza probatoria, que a lo sumo podía acusar a individuos aislados»— Campomanes elaboró su Dictamen que presentó ante el Consejo de Castilla en enero de 1767 y en el que acusó a los jesuitas de ser los responsables de los motines con los que pretendían cambiar la forma de gobierno. En sus argumentos inculpatorios, según Domínguez Ortiz, recurrió también a «todo el arsenal antijesuítico elaborado en dos siglos», como «la doctrina del tiranicidio, su relajada moral, su afán de poder y riquezas, su manejos en América [en referencia a las misiones jesuíticas], las querellas doctrinales...». El presidente del Consejo de Castilla, el conde de Aranda formó un Consejo extraordinario que emitió una consulta en la que consideraba probada la acusación y proponía la expulsión de los jesuitas de España y sus Indias. Carlos III para tener mayor seguridad convocó un consejo o junta especial presidida por el duque de Alba e integrada por los cuatro Secretarios de Estado y del Despacho —Grimaldi, Juan Gregorio de Muniain, Múzquiz y Roda— que ratificó la propuesta de expulsión y recomendó al rey no dar explicaciones sobre los motivos de la expulsión. Tras la aprobación de Carlos III, a lo largo del mes de marzo de 1767 el Conde Aranda dispuso con el máximo secreto todos los preparativos para proceder a la expulsión de la Compañía.

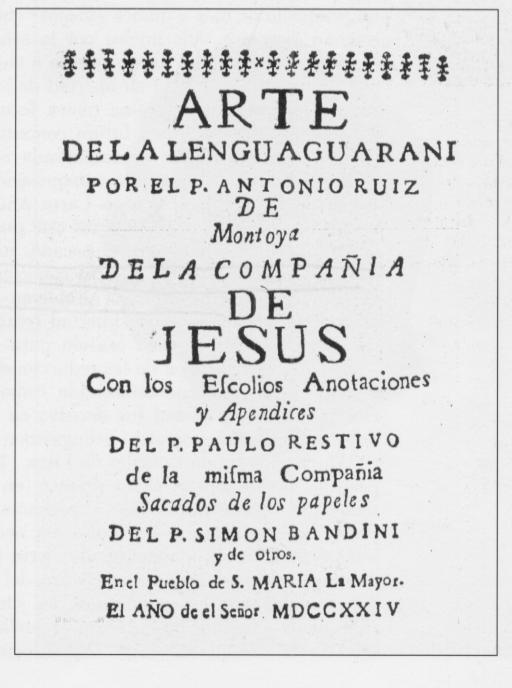
Arte de la lengua guaraní, obra del jesuita Antonio Ruiz de Montoya (1724). La filosofía predicadora jesuita promovía el estudio de las costumbres y culturas nativas con el fin de ser aceptados en los pueblos indígenas, lo que los llevó a tener buenas relaciones con los nativos de muchas colonias de la Monarquía Hispánica.

Tras la expulsión el rey pidió la aprobación de las autoridades eclesiásticas en una carta que se envió a los 56 obispos españoles, de los que en su respuesta sólo seis se atrevieron a desaprobar la decisión y cinco no contestaron. «El resto, la gran mayoría, aprobó con más o menos entusiasmo el decreto de expulsión».

## La expulsión

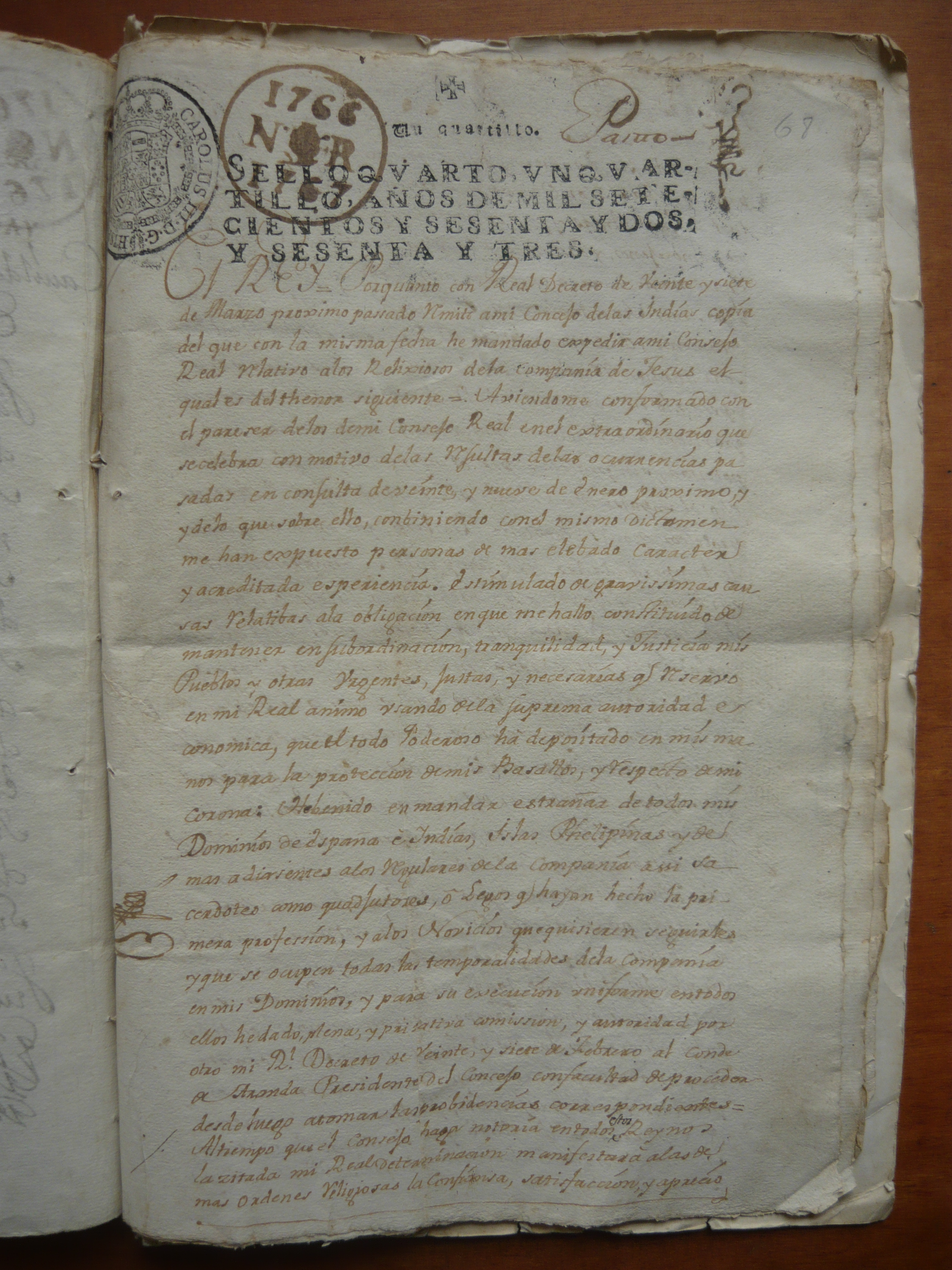
Orden de expulsión de jesuitas emitida por el Cabildo de Pasto en San Juan de Pasto, Colombia.

El 2 de abril de 1767 las 146 casas de los jesuitas fueron cercadas al amanecer por los soldados del rey y allí se les comunicó la orden de expulsión contenida en la Pragmática Sanción de 1767 que se justificaba:

por gravísimas causas relativas a la obligación en que me hallo constituido de mantener en subordinación, tranquilidad y justicia de mis pueblos, y otras urgentes, justas y necesarias que reservo en mi real ánimo, usando la suprema autoridad que el Todopoderoso ha depositado en mis manos para la protección de mis vasallos y respeto a mi Corona

Fueron expulsados de España 2641 jesuitas y de las Indias 2630. Los primeros fueron concentrados y embarcados en determinados puertos, siendo acogidos inicialmente en la isla de Córcega perteneciente entonces a la República de Génova. Pero al año siguiente la isla cayó en poder de la Monarquía de Francia donde la orden estaba prohibida desde 1762, lo que obligó al papa Clemente XIII a admitirlos en los Estados Pontificios, a lo que hasta entonces se había negado. Allí vivieron de la exigua pensión que les asignó Carlos III con el dinero obtenido de la venta de alguno de sus bienes.

## Los motivos
Gracias sobre todo al descubrimiento del documento del Dictamen del fiscal Campomanes, en el que queda claro que no se trató de un problema religioso, hoy está totalmente descartada tanto la tesis liberal de que la medida fue tomada para permitir el triunfo de «las luces» sobre el «fanatismo» representado por los jesuitas, como la tesis conservadora elaborada por Menéndez y Pelayo de que la expulsión era el fruto de la «conspiración de jansenistas, filósofos, parlamentos, universidades y profesores laicos contra la Compañía de Jesús». De acuerdo con Antonio Mestre y Pablo Pérez García:

Las razones expuestas en documento de Carlos III son múltiples: la tendencia del gobierno por hacer recaer en los jesuitas la responsabilidad del Motín de Esquilache, el acoso internacional, con los ejemplos de Portugal y Francia, la discrepancia entre el absolutismo político de Carlos III por derecho divino y el populismo atribuido a los padres de la Compañía o los intereses económicos —los que apoyaron la tesis de Campomanes en el Tratado de la Regalía de Amortización—, sociales —enfrentamiento entre golillas o colegiales y manteístas— y políticas —intento de identificar a los jesuitas con los opositores al gobierno de Carlos III, y aun las discrepancias entre las órdenes religiosas y de los obispos con los padres de la Compañía— contribuyen a comprender la dramática decisión del monarca.

Estos historiadores además relacionan la expulsión con la política regalista llevada a cabo por Carlos III, aprovechando los nuevos poderes que había otorgado a la Corona en los temas eclesiásticos el Concordato de 1753, firmado durante el reinado de Fernando VI, y que constituiría la medida más radical de esa política, dirigida precisamente contra la orden religiosa más vinculada al papa debido a su «cuarto voto» de obediencia absoluta al mismo. Así la expulsión «constituye un acto de fuerza y el símbolo del intento de control de la iglesia española. En ese intento, resulta evidente que los principales destinatarios del mensaje eran los regulares. La exención de los religiosos era una constante preocupación del gobierno y procuró evitar la dependencia directa de Roma (de ahí una de las razones del episcopalismo gubernamental). 
Por eso, dado que no pudo eliminar la exención, procuró colocar a españoles al frente de las principales órdenes religiosas [como dijo el conde de Floridablanca en su Instrucción reservada había que evitar que «se elijan a los que no son gratos al soberano y si, en cambio, a los agradecidos y afectos»]. Así el P. Francisco X. Vázquez, exaltado antijesuita, al frente de los agustinos, mientras Juan Tomás de Boxadors (1757-1777) y Baltasar de Quiñones (1777-1798) fueron los generales de la orden dominicana. Por lo demás, intentaron conseguir de Roma un vicario general para los territorios españoles, cuando el general era extranjero».

## Las consecuencias
En cuanto a las «temporalidades» de los jesuitas —es decir, los bienes de los jesuitas— las fincas rústicas fueron vendidas en pública subasta, los templos quedaron a disposición de los obispos y los edificios y casas se convirtieron en seminarios diocesanos, fueron cedidos a otras órdenes religiosas o mantuvieron su finalidad educativa, «pues todos eran conscientes del gran vacío que la expulsión dejaba en la enseñanza» —como sucedió con el Colegio Imperial de Madrid, reconvertido en los Reales Estudios de San Isidro—.

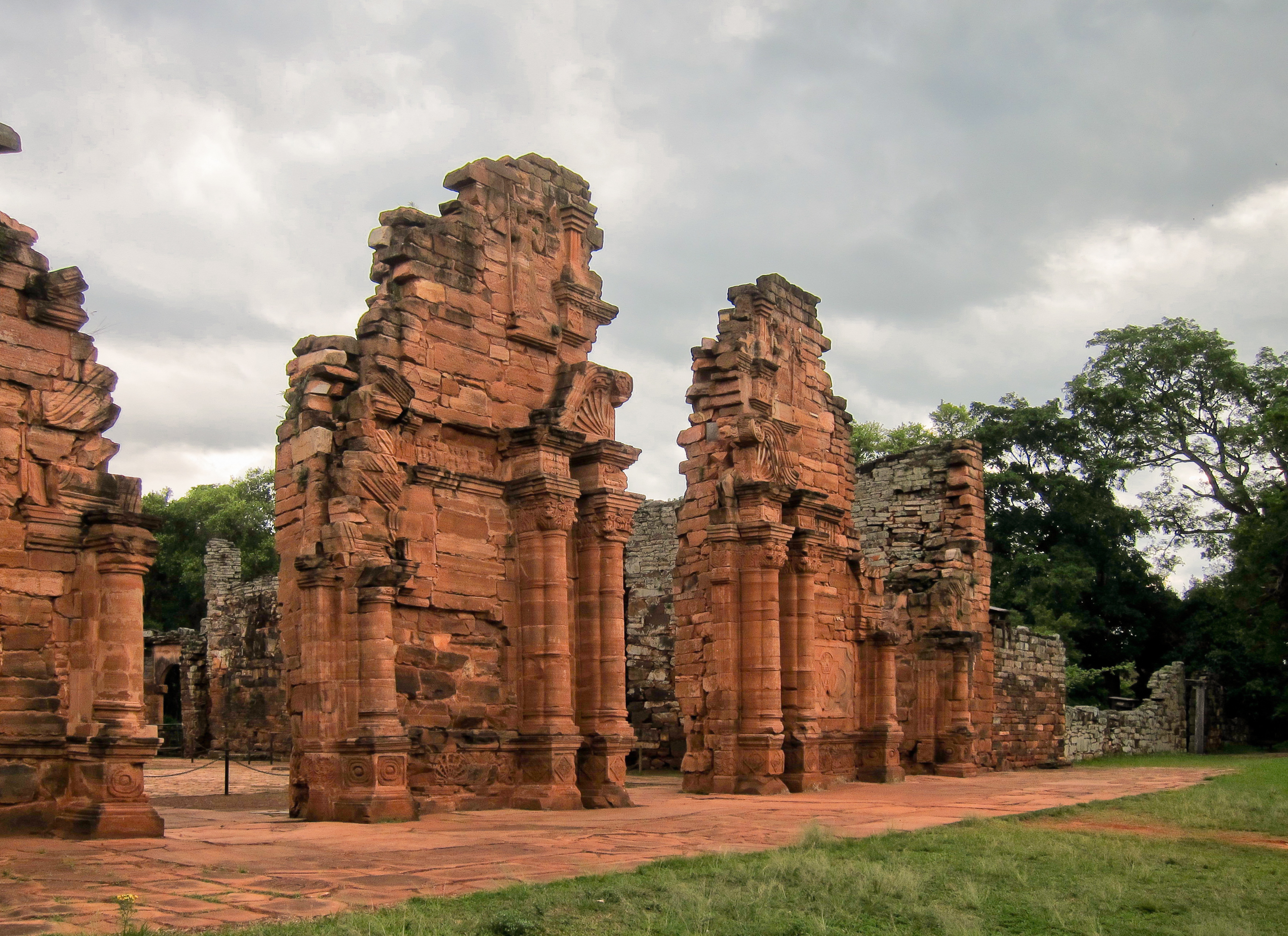
Ruinas de la Misión jesuítica de San Ignacio Miní (actual Argentina), abandonada tras la expulsión.

En opinión de Antonio Mestre y Pablo Pérez García:

la expulsión de los jesuitas entrañaba un acto de profundas consecuencias. Había que reformar los estudios y el gobierno aprovechó para modificar los planes de estudio tanto en las universidades como en los seminarios. [...] La mayoría de los obispos, en aquellos lugares donde no se había cumplido el decreto de Trento, los erigieron aprovechando las casas de los jesuitas para instalarlos. No es necesario advertir que también en los seminarios obligó el monarca a seguir las líneas doctrinales que había impuesto en las facultades de Teología y de Cánones de las distintas universidades, regalistas fundamentalmente, pero con gran influjo jansenista [y en las que habían sido prohibidos los autores jesuitas o de su escuela].

En cuanto a las consecuencias de la expulsión para la política y la cultura españolas ha habido interpretaciones dispares. «Algunos autores creyeron ver en esa orden real el inicio de la expansión del espíritu ilustrado, que se veía constreñido por la poderosa acción regresiva y reaccionaria de los jesuitas. Para otros, aparte de que se perdieran brillantes cabezas de nuestra ciencia, tampoco puede decirse que las otras órdenes religiosas beneficiadas a corto plazo con la expulsión y con los bienes de los expulsos fueran más abiertas y progresistas en sus planteamientos religiosos o políticos. Además, para hacer cumplir la orden que prohibía la difusión de las “perniciosas” doctrinas jesuíticas, el poder real vio fortalecido su poder censor y lo aplicó desde entonces en otros temas, con lo que no hubo ningún avance en el terreno de la libertad de pensamiento».